# Giovanni Drenthe
Giovanni Drenthe (Paramaribo, 16 febbraio 1990) è un calciatore surinamese, attaccante del Flora.

## Biografia
È fratello di Royston, calciatore professionista; inoltre è nipote di Edgar Davids, e cugino di Georginio e Giliano e Rogerio Wijnaldum, tutti calciatori professionisti. A differenza di Royston, che ha rappresentato l'Olanda, Giovanni ha deciso di rappresentare il Suriname.

## Carriera

### Club
Debutta nel 2007 con la maglia del Voorwaarts, con cui gioca fino al 2011
Nell'estate del 2011 si trasferisce al WBC, dove gioca 8 stagioni segnando più di 20 gol.
Nel 2019 si trasferisce al Robinhood, avendo, in tre stagioni, una media realizzativa di quasi un gol a partita.
Infine, nel 2023 si trasferisce al Flora, dove milita tutt'oggi.

### Nazionale
Debutta in nazionale il 28 ottobre 2009, nell'amichevole Suriname-Guyana. Mette a segno la sua prima rete il 25 settembre 2011, sempre in amichevole, contro Curaçao. Chiude la sua esperienza con 17 partite e 5 gol.